# Гура-Гумора
Гура-Гумора, або Гура-Гуморулуй (рум. Gura Humorului) — місто на півночі Румунії, у повіті Сучава. До 1918 року належало Австро-Угорщині. Тут народилася відома українська письменниця та громадська діячка Ольга Кобилянська.

## Історія
Перша писемна згадка про Гура-Гумору належить до 26 лютого 1490 року, у документах, пов'язаних зі Стефаном ІІІ Великим.
10 вересня 1782 року в місті почалося австрійське панування, що тривало до 1918 року.
На початку 19 століття місто було досить багатонаціональним. У Гура-Гуморі жили німці, поляки, євреї, українці та інші.

## Об'єкти туризму
- рум. Biserica Sfânții Împărați Constantin și Elena din Gura Humorului — Православна церква в Гура-Гуморі.
- Пам'ятник Ользі Кобилянській у Гура-Гуморі.

## Населення
Станом на 1930 рік у місті жило 6042 осіб, у тому числі 2425 німців (40,13 %), 1951 єврей (32,29 %), 1357 румунів (22,45 %), 161 поляк (2,66 %), 61 українець (1 %), 17 чехів і словаків, 11 вірменів. За релігійним віросповіданням демографічна ситуація виглядала так: 2631 римо-католик (43,54 %), 1951 юдей (32,29 %), 1280 православних (21,18 %), 100 лютеранів (1,65 %), 25 греко-католиків, а також прихильники інших релігійних конфесій.

## Відомі особистості
- Ольга Кобилянська (1863—1942) — українська письменниця.
- Антон Кешман (1870—1947) — австрійський чиновник та політик.
- Онищук Денис Іванович (1901—1975) — педагог, письменник, театральний діяч, вояк УГА. Помер у місті.

## Галерея

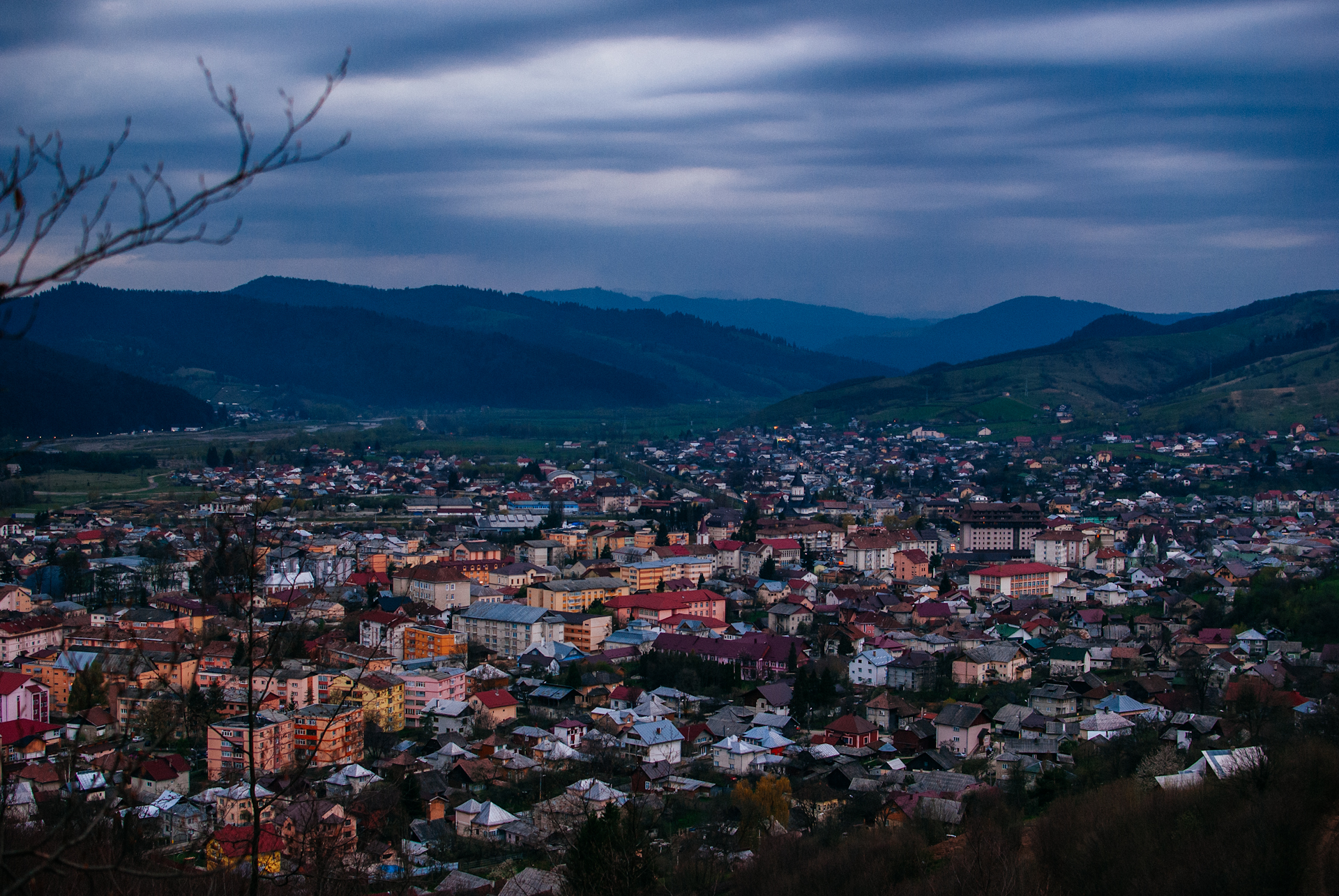
Сучасний вигляд Гура-Гумори.
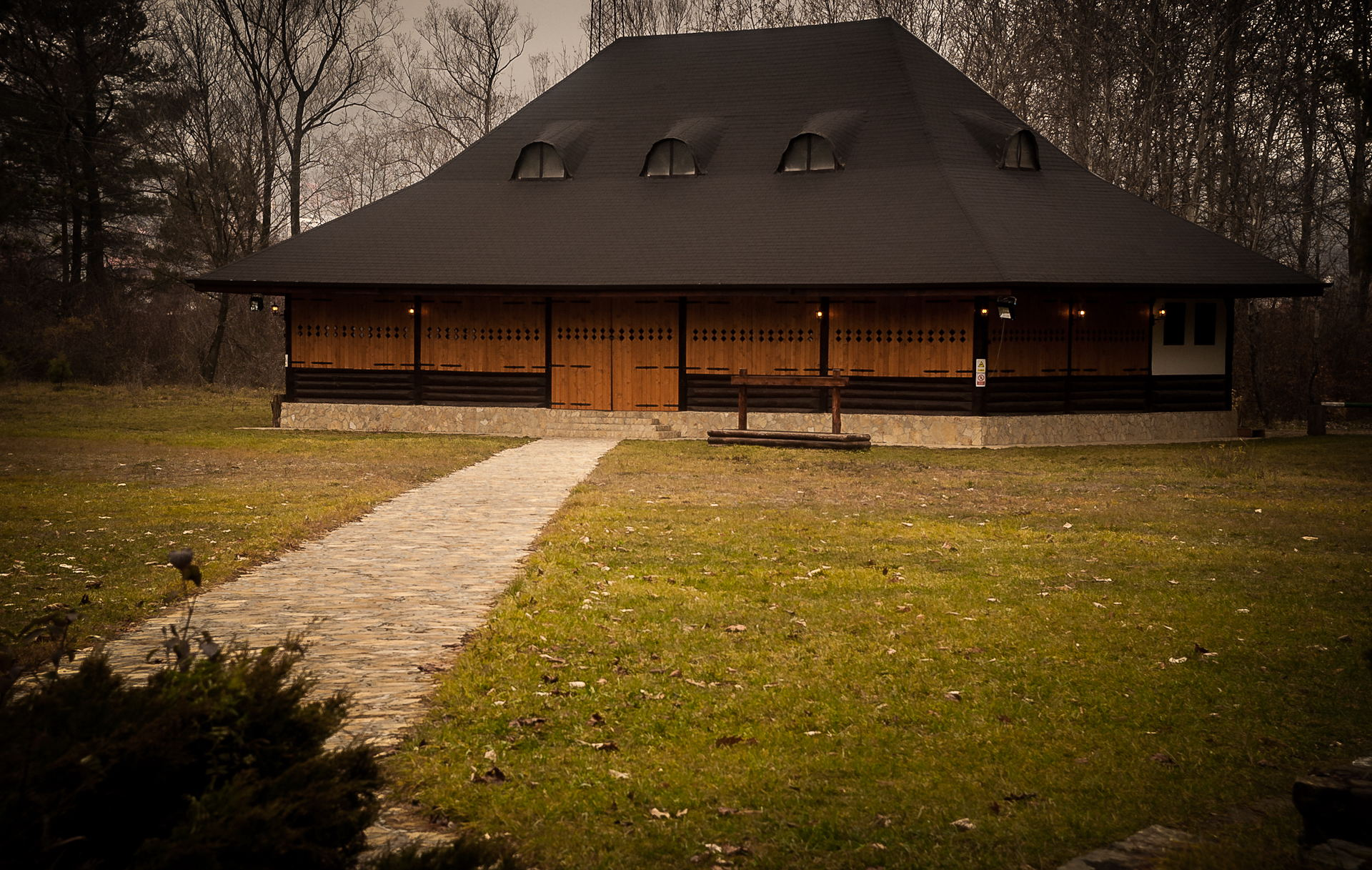
Будинок з елементами старовинної буковинської архітектури в Гура-Гуморі.
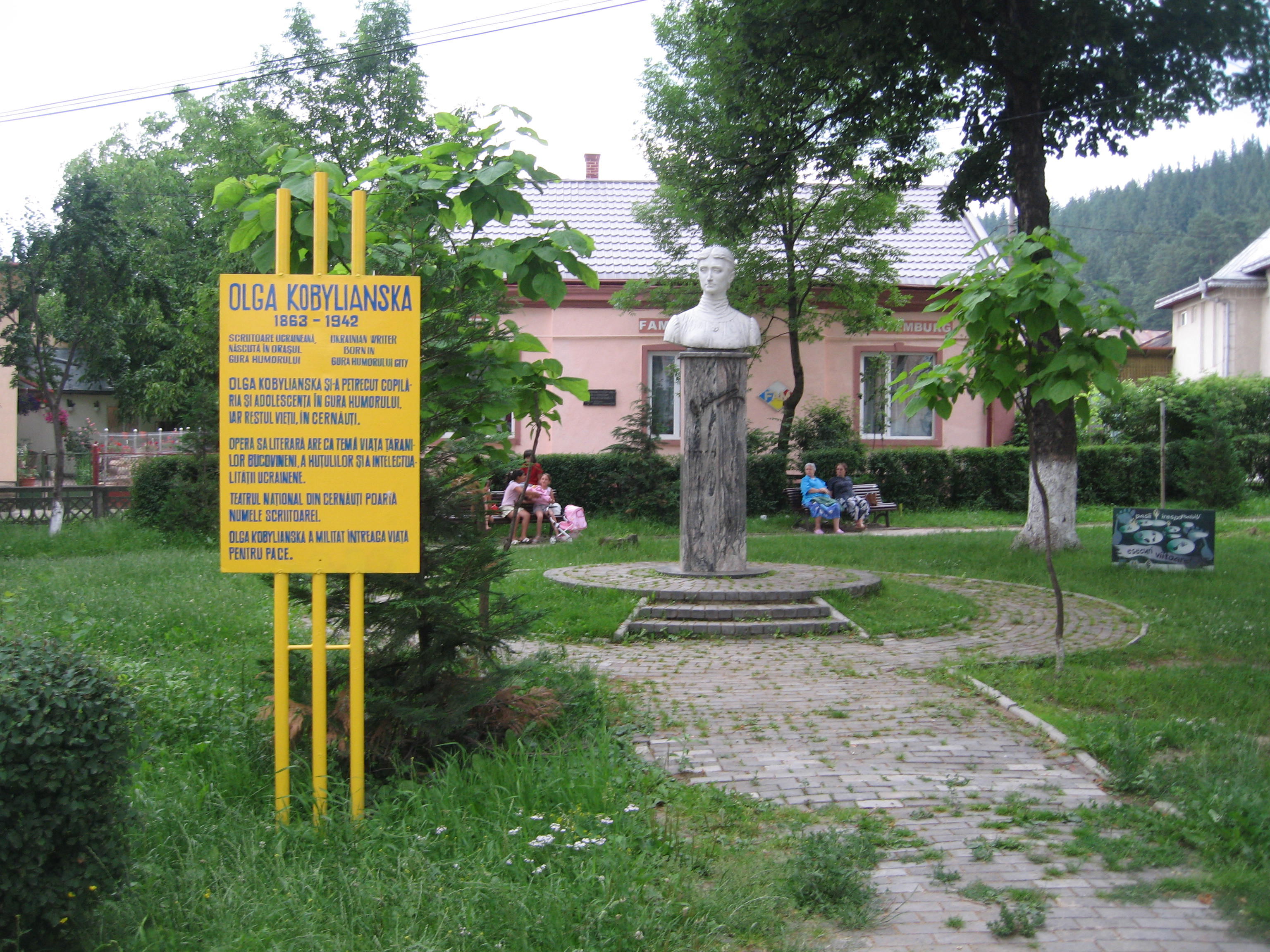
Пам'ятник Ользі Кобилянській.